# Граматнойзідль
Граматнойзідль (нім. Gramatneusiedl) — торгова громада з 3702 мешканцями (станом на січень 2023) в окрузі Брук-ан-дер-Лайта в Нижній Австрії.

## Географія
Граматнойзідль розташований у промисловому районі Нижньої Австрії на південь від Відня на річці Фіша у Віденській улоговині. Площа торгового містечка займає 6,75 квадратних кілометрів, 70 відсотків сільськогосподарських угідь, 11 відсотків садів і 3 відсотки площі вкриті лісом.

## Конгрегаційна структура
Єдиним кадастровим муніципалітетом і місцевістю є Граматнойзідль. Єдиним іншим місцем є Міттерндорф-ан-дер-Фіша на самому півдні, який безпосередньо приєднався до муніципалітету Міттерндорф-ан-дер-Фіша.
Округами перепису населення громади є  Граматнойзідль-Норд (місто Граматнойзідль) і  Граматнойзідль-Південь (міста вздовж Банхофштрассе, поселення Марієнталь і Міттерндорф).

## Історія
У давнину територія входила до складу провінції Паннонія. У 1120 році це місце вперше згадується в документі як Gezenniusidelen.
Приблизно до 1520 року Граматнойзідль належав кільком правлячим родинам (Лаер, Еберсдорфер, Ладендорфер), віденській патриціанській родині Тірна, а з 1398 року також Капітулу митрополії (капітулу Віденського собору) Св. Стефана. З 1520 по 1840 рр. правління Граматнойзідля було одноосібною власністю митрополичого капітула у Відні, за винятком 1621-1668 рр. (Боначіна, з 1642 р. Гартманн V. Принц Ліхтенштейнський). Місто було спустошено в 1529 і 1683 роках двома турецькими війнами і в 1704 році Куруцці.
У 1751 році старий млин був відремонтований Ігнацем Османом, який збудував другий млин (Theresienmühle) між 1771 і 1774 роками. З 1820 року це Theresienmühle було розширено до першої текстильної фабрики Marienthal. У 1846 році була введена в експлуатацію залізнична лінія Відень – Брук-ан-дер-Лайта (сьогодні Ostbahn).

## Культура і пам'ятки

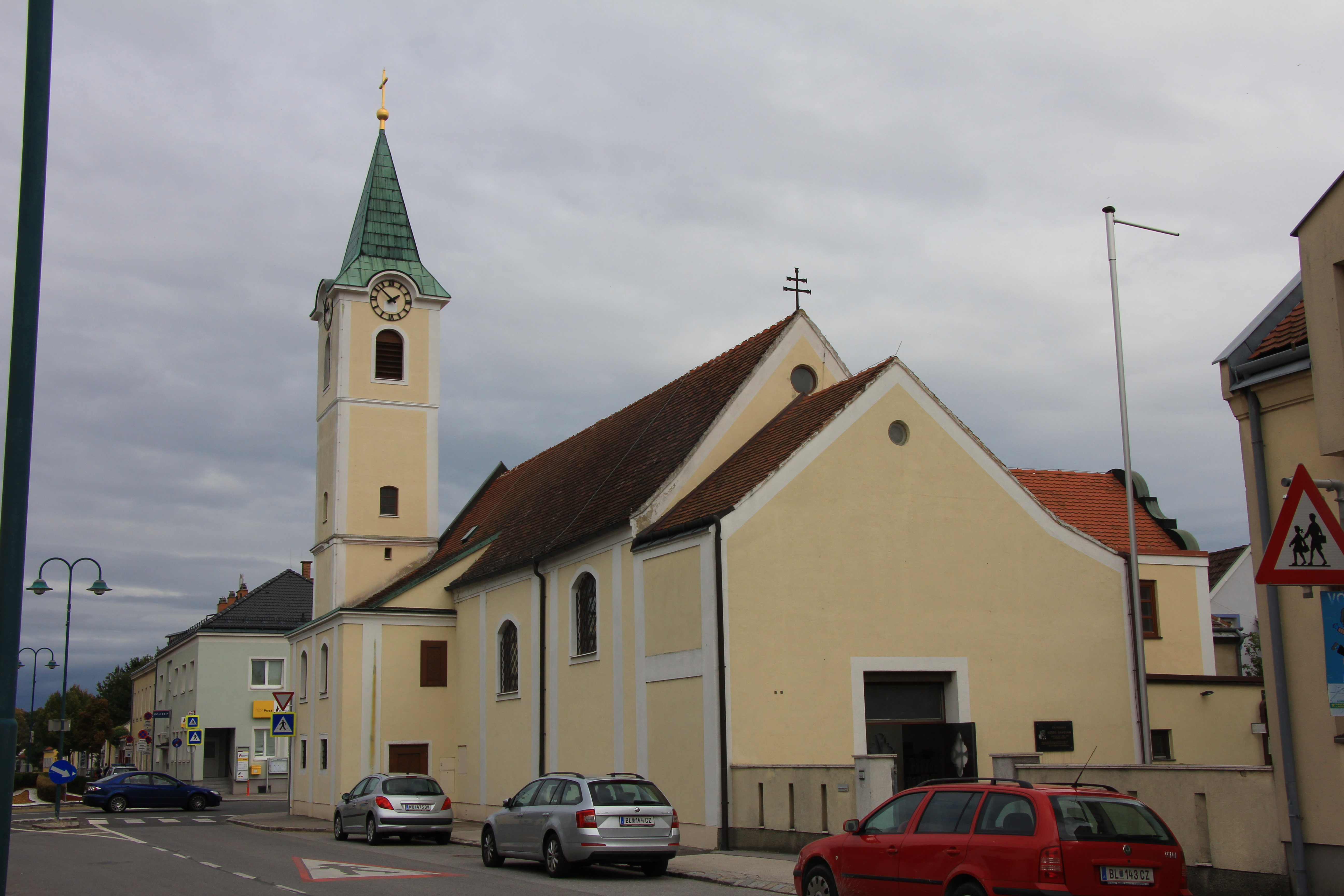
Католицький парафіяльний костел св. Петра і Павла в Граматнойзідлі
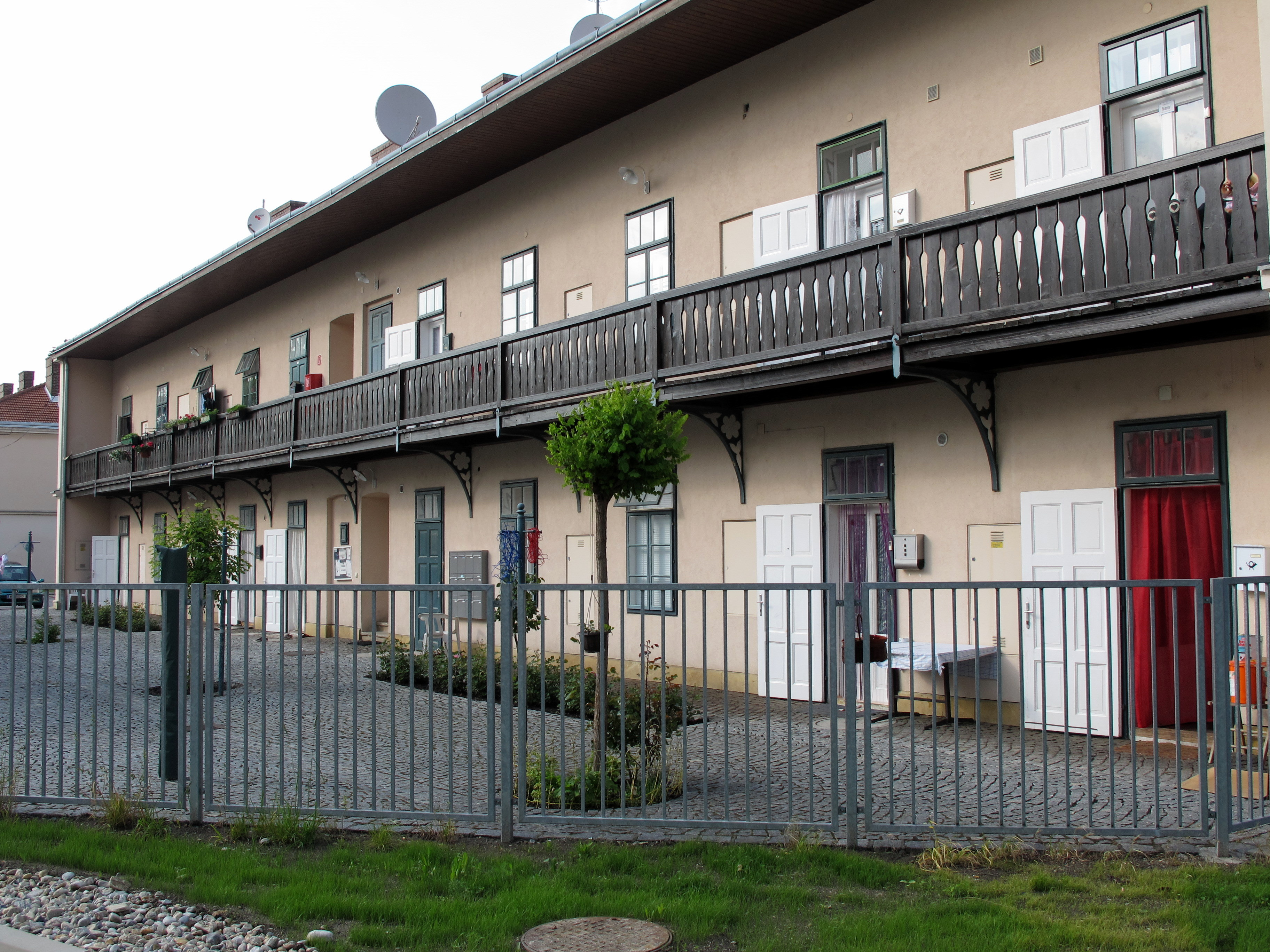
Будинок робітників текстильної фабрики «Марієнталь».